# Andrea Sabisch
 Andrea Sabisch (* 1970) ist eine deutsche Kunstpädagogin und Universitätsprofessorin für Kunstpädagogik und Visuelle/Ästhetische Bildung sowie für allgemeine Erziehungswissenschaften. Seit 2010 lehrt und forscht sie an der Universität Hamburg.

## Leben
Sabisch belegte ein Studium der Germanistik und Anglistik in Göttingen und ein Studium des Lehramts für Grund- und Hauptschule in Flensburg in den Fächern Kunst, Deutsch und Musik.  Referendariat und Lehramt erfolgten in Hannover. Von 2001 bis 2007 war sie wissenschaftliche Assistentin an der Universität Dortmund, die Promotion erfolgte 2006; 2007 dann ihre Dissertation zum Thema „Inszenierung der Suche – Aufzeichnungen als Grafien ästhetischer Erfahrung“. 2007 erhielt sie eine Vertretungsprofessur „Kunst – Vermittlung - Bildung“ an der Carl von Ossietzky Universität Oldenburg. Von 2007 bis 2010 war sie wissenschaftliche Mitarbeiterin (Post-Doc) an der Universität Hamburg. Seit November 2010 ist Sabisch Universitäts-Professorin an der Universität Hamburg. Sie ist Gründerin des deutschsprachigen kunstpädagogischen Forschungskolloquiums an der Ev. Akademie in Loccum (seit 2004). Außerdem ist sie Gründungsmitglied und Vorsitzende der Wissenschaftlichen Sozietät Kunst Medien Bildung e. V.